# Orden de Alberto
La Orden de Alberto (en alemán: Albrechts-Orden), también conocida como "Orden Real de Alberto el Intrépido" fue creada el 31 de diciembre de 1850 por el rey Federico Augusto II de Sajonia para conmemorar a su antecesor Alberto III, duque de Sajonia (fundador de la línea albertina de la Casa de Wettin). Esta presea era conferida a cualquiera que hubiera servido bien al estado, por virtud cívica, en las ciencias y/o en las artes.

## Grados
La estructura de grados de la Orden de Alberto cambió varias veces con el paso del tiempo.
Al principio, había cinco clases: Gran Cruz (Großkreuz), Cruz de Comendador de 1.ª Clase (Komturkreuz I), Cruz de Comendador de 2.ª Clase (Komturkreuz II), Cruz de Caballero (Ritterkreuz) y Cruz Pequeña (Kleinkreuz). Estos proporcionaron la base para una serie de cambios en los siguientes cuarenta años. El 18 de marzo de 1858, la Cruz Pequeña fue rebautizada como Cruz de Honor (Ehrenkreuz) y una sexta clase (doble) fue establecida con el nombre de Medalla de Oro al Mérito y Medalla de Plata al Mérito (Verdienstmedaille). Una Cruz al Mérito (Verdienstkreuz) con Espadas fue añadida el 29 de octubre de 1866 y esta fue extendida el 9 de diciembre de 1870 con la Cruz de Mérito con Espadas en el Anillo.
Las medallas fueron abolidas el 2 de febrero de 1876 y la Cruz de Caballero fue separada en dos clases. El 30 de abril de 1884, una Gran Cruz de Oro fue añadida y el 11 de junio de 1890, una Cruz de Oficial fue intercalada entre la Cruz de Caballero de 1.ª Clase y la Cruz de Comendador de 2.ª Clase. Entonces, al momento de su abolición en 1918, la Orden había quedado estructurada así:
- Gran Cruz de Oro
- Gran Cruz (Großkreuz)
- Cruz del Comendador de 1.ª Clase (Komturkreuz I)
- Cruz del Comendador (Komturkreuz II)
- Cruz de Oficial (Offizierskreuz)
- Cruz de Caballero de 1.ª Clase (Ritterkreuz I)
- Cruz de Caballero de 2.ª Clase (Ritterkreuz II)
- Cruz de Honor (Ehrenkreuz)
- Cruz de Mérito (Verdienstkreuz) con Espadas

Una concesión con Espadas señalaba la valentía en tiempos de guerra de su receptor. Sin embargo, si el recipiente era premiado subsecuentemente con un grado superior de la Orden, podía perder la distinción a la valentía adjunta al grado reemplazado (las regulaciones solo permitían la exhibición de la insignia del grado mayor concedido).

## Diseño

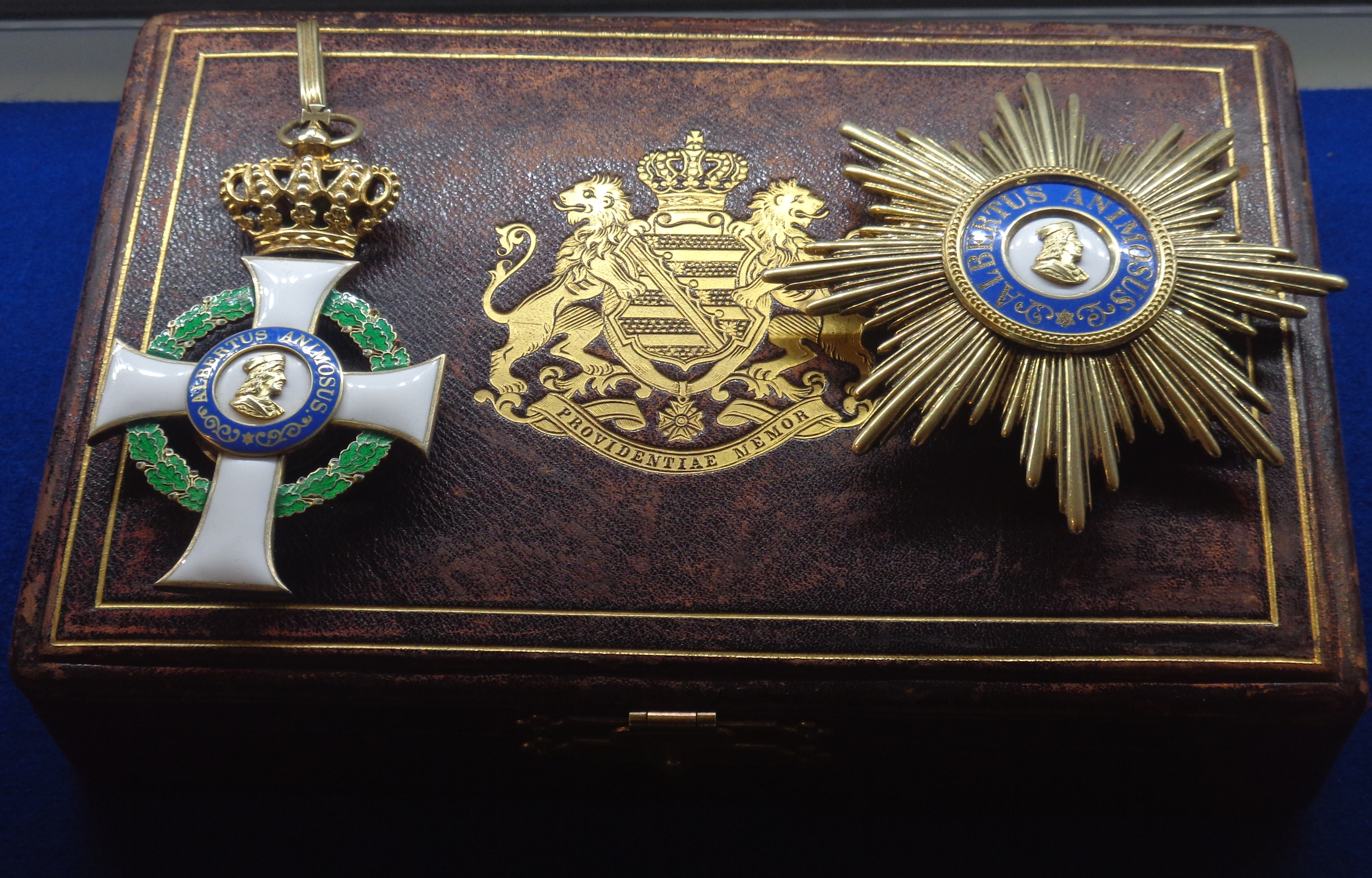
Placa y venera de Gran Cruz (c. 1900), Museo de Órdenes de Caballería de Tallin, Estonia.

El diseño era una cruz cristiana esmaltada de blanco y contorneada de oro. Detrás de los brazos de la cruz, una corona de roble esmaltazda de verde. En el centro de la cruz tenía un medallón de esmalte blanco que llevaba un busto del duque Alberto de Sjonia de perfil (a quien se decaba la orden), rodeado por una banda de esmalte azul con un grabado en letras de oro de su nombre en latín: ALBERTUS ANIMOSUS. La medalla, en su reverso, llevaba el escudo de armas del reino de Sajonia y, en la banda azul, en letras de oro, el año de la fundación de la orden, es decir, 1850.
Con respecto al busto de Alberto el Osado en su centro; en 1875 se descubrió que el busto era de hecho del Alberto incorrecto, Alberto el perenne, a partir de allí se sustituyó la imagen errada, utilizando la correcta a partir de entonces.
La cruz cuelga de una corona de oro para los primeros dos grados. En el grado de Caballero de 2.ª Clase la corona de roble en vez de ser de oro es de plata, la cruz no cualga de una corona y sus bordes son de plata.

## Forma de ser lucida

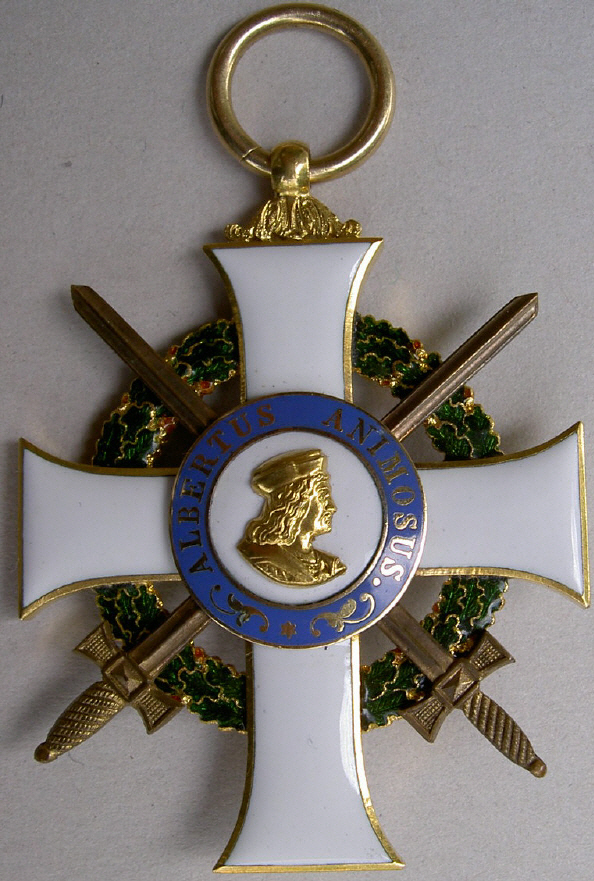
Cruz con Espadas

La cinta es verde con dos rayas blancas paralelas a ambos bordes, el color fue elegido usando la banda de la Orden de la Corona de Ruda como inspiración. 
Los grandes cruces llevaban una banda que cruzaba el torso desde el hombro derecho a la cadera izquierda donde se enlazaba y desde donde pendía la venera. Los comendadores llevaban la orden pendiente de una cinta y colgando del cuello; y los caballeros llevaban la decoración colgando del ojal o pendiente de una cinta en la parte izquierda del pecho.
Los grandes cruces y los comendadores de 1.ª clase llevaban además una placa de la Orden en la parte izquierda del pecho. La placa consistía en una estrella de ocho puntas de cinco rayos cada una, más un rayo de separación entre cada punta. En el medio de la placa se encuentra el mismo medallón de las cruces, pero las letras sobre el anillo azul y los bordes están en relieve.